# Uttagningskommitté
En uttagningskommitté (UK), var i Sverige en kommitté inom olika sporter som tidigare hade ansvaret för uttagningar till Sveriges landslag innan man införde förbundskapten.
Då Sverige förlorade och UK fick skulden sades det skämtsamt att UK stod för utskällda kommittén. I fotboll avskaffade Sverige uttagningskommittén 1962, i ishockey 1971.

### Fotnoter
1. ↑  ”Kritikstormen ingår i jobbet” (på svenska). Svenska Dagbladet. 27 januari 2005. https://www.svd.se/kritikstormen-ingar-i-jobbet. Läst 12 juni 2011.